# Volby do Senátu Parlamentu České republiky 1998

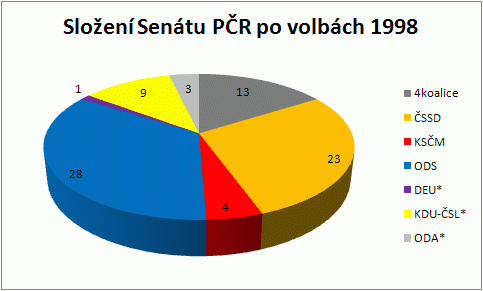
Složení Senátu PČR po volbách 1998

Volby do Senátu Parlamentu České republiky 1998 (Senátní volby 1998) se uskutečnily ve dnech 13. a 14. 11. 1998, druhé kolo pak o týden později, 20. a 21. listopadu.
Volby se konaly v obvodech, kde byl při volbách v roce 1996 zvolen senátor na dva roky, tedy obvody 1, 4, 7… Nově zvolení senátoři již měli šestiletý mandát.
Ve 27 obvodech se o hlasy ucházelo 137 kandidátů. Dvanáct senátorů obhájilo mandát.

## Tabulkový přehled[1]
| Politická strana                             | obhajovala mandátů | 1. kolo   | 1. kolo       | 2. kolo   | celkem získaných mandátů | bilance | celkem mandátů v Senátu |
| Politická strana                             | obhajovala mandátů | zvolených | postupujících | zvolených | celkem získaných mandátů | bilance | celkem mandátů v Senátu |
| -------------------------------------------- | ------------------ | --------- | ------------- | --------- | ------------------------ | ------- | ----------------------- |
| Čtyřkoalice                                  | 0                  | 0         | 13            | 13        | 13                       | ▲ +13   | 13                      |
| Česká strana sociálně demokratická           | 5                  | 0         | 15            | 3         | 3                        | ▼ -2    | 23                      |
| Komunistická strana Čech a Moravy            | 0                  | 0         | 3             | 2         | 2                        | ▲ +2    | 4                       |
| Nezávislí kandidáti                          | 1                  | 0         | 1             | 0         | 0                        | ▼ -1    | 0                       |
| Občanská demokratická strana                 | 13                 | 0         | 22            | 9         | 9                        | ▼ -4    | 28                      |
| Demokratická unie1)                          | 0                  | -         | -             | -         | -                        | ▬ ±0    | 1                       |
| Křesťanská a dem. unie - čs. strana lidová1) | 4                  | -         | -             | -         | -                        | ▼ -4    | 9                       |
| Občanská demokratická aliance1)              | 4                  | -         | -             | -         | -                        | ▼ -4    | 3                       |

Poznámka:
1) Strany DEU, KDU-ČSL a ODA utvořily pro volby 1998 Čtyřkoalici

## Podrobnější přehled
| Volební obvod | Sídelní město   | Před volbami       | Před volbami     | Po volbách           | Po volbách       |
| Volební obvod | Sídelní město   | Senátor            | Politická strana | Senátor              | Politická strana |
| ------------- | --------------- | ------------------ | ---------------- | -------------------- | ---------------- |
| 1             | Karlovy Vary    | Vladimír Kulhánek  | ODS              | Vladimír Kulhánek    | ODS              |
| 4             | Most            | Richard Falbr      | BEZPP            | Richard Falbr        | ČSSD             |
| 7             | Plzeň-jih       | Jaroslav Jurečka   | ODS              | Jiří Skalický        | BEZPP            |
| 10            | Český Krumlov   | Karel Vachta       | ČSSD             | Martin Dvořák        | ODS              |
| 13            | Tábor           | Pavel Eybert       | ODS              | Pavel Eybert         | ODS              |
| 16            | Beroun          | Jiří Rückl         | BEZPP            | Jiří Rückl           | BEZPP            |
| 19            | Praha 11        | Václav Mencl       | ODS              | Daniel Kroupa        | BEZPP            |
| 22            | Praha 10        | Milan Kondr        | ODS              | Zuzana Roithová      | KDU-ČSL          |
| 25            | Praha 6         | Jan Koukal         | ODS              | Jan Ruml             | US               |
| 28            | Mělník          | Jaroslav Horák     | ODS              | Jaroslav Horák       | ODS              |
| 31            | Ústí nad Labem  | Oto Neubauer       | ČSSD             | Jaroslav Doubrava    | KSČM             |
| 34            | Liberec         | Přemysl Sobotka    | ODS              | Přemysl Sobotka      | ODS              |
| 37            | Jičín           | Jiří Liška         | ODS              | Jiří Liška           | ODS              |
| 40            | Kutná Hora      | Karel Floss        | ČSSD             | Jan Fencl            | ČSSD             |
| 43            | Pardubice       | Jaroslava Moserová | ODA              | Jaroslava Moserová   | ODA              |
| 46            | Ústí nad Orlicí | Bohumil Čada       | KDU-ČSL          | Bohumil Čada         | KDU-ČSL          |
| 49            | Blansko         | Libor Pavlů        | ČSSD             | Stanislav Bělehrádek | KDU-ČSL          |
| 52            | Jihlava         | Václav Jehlička    | ODA              | Václav Jehlička      | BEZPP            |
| 55            | Brno-venkov     | Vlasta Svobodová   | ODS              | Tomáš Julínek        | ODS              |
| 58            | Brno-město      | Luděk Zahradníček  | ODS              | Dagmar Lastovecká    | ODS              |
| 61            | Olomouc         | Josef Jařab        | BEZPP            | František Mezihorák  | ČSSD             |
| 64            | Bruntál         | Zdeněk Babka       | ČSSD             | Rostislav Harazin    | KSČM             |
| 67            | Nový Jičín      | František Konečný  | ODS              | Jaroslav Šula        | KDU-ČSL          |
| 70            | Ostrava-město   | Mirek Topolánek    | ODS              | Mirek Topolánek      | ODS              |
| 73            | Frýdek-Místek   | Emil Škrabiš       | KDU-ČSL          | Emil Škrabiš         | KDU-ČSL          |
| 76            | Kroměříž        | Eva Nováková       | KDU-ČSL          | František Kroupa     | BEZPP            |
| 79            | Hodonín         | Jan Benda          | KDU-ČSL          | Josef Kaňa           | KDU-ČSL          |

```
Poznámka:
```

BEZPP = bez politické příslušnosti